# Calvados (Getränk)

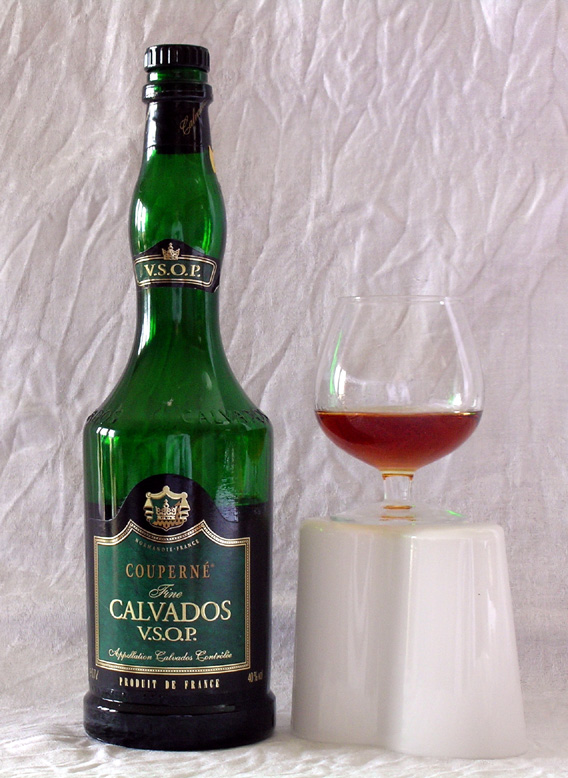
Couperné Calvados

Calvados ([ˈkalvadɔs]) ist ein aus Cidre hergestellter, bernsteinfarbener Obstbrand aus der Normandie. Der Name des Getränks leitet sich ab von seiner geschützten Herkunftsbezeichnung, dem Département Calvados. Calvados dürfen sich nur die Cidre- oder Poiré- (Birnenmost)-Brände nennen, die aus einer Region von elf genau festgelegten Anbaugebieten der Normandie stammen. Der Alkoholgehalt liegt bei 40 bis 45 Volumenprozent.

## Geschichte
Als ältester schriftlicher Beleg für die Herstellung eines Apfelbrandes in der Normandie gilt eine königliche Konzession für Sire Gilles de Gouberville aus Le Mesnil-au-Val aus dem Jahr 1553 zum Brennen eines Eau de Vie de Sydre. Die Bezeichnung Calvados kam erst später auf. Erheblich ausgebaut wurde die Produktion, als im Zuge der Französischen Revolution jeder Bauer, der eigenes Brennobst anbaute, das Recht zur abgabenfreien Schnapsherstellung bis zu einem Volumen von umgerechnet ca. zehn Liter reinem Alkohol erhielt. Diese Maßnahme führte zu einer erheblichen Vermehrung des Apfelbaumbestands in der Normandie.
Die erste Erwähnung des Begriffs Calvados für Apfelschnaps nach dem gleichnamigen Département stammt aus dem Jahr 1884 und fällt in die Zeit, als dieses in der Normandie hergestellte Getränk in der Hauptstadt Paris immer beliebter wurde. Bald wurde er zum Synonym für jegliche Art von Apfelschnaps aus dieser Region. Bis zum Zweiten Weltkrieg galt Calvados trotzdem überwiegend als preiswerter Bauernschnaps. Nennenswerten Export gab es nicht. Die deutsche Besetzung des Landes führte allerdings zu einer einschneidenden Veränderung: Aus kriegswirtschaftlichen Gründen verfügten die deutschen Behörden die Beschlagnahme aller französischen Spirituosenbestände und der laufenden Produktion. Ausgenommen waren lediglich Cognac und Armagnac, deren Destillate einer genau bestimmten geographischen Herkunftsbezeichnung unterlagen. Die Militärverwaltung richtete zur Kontrolle der Ernten und ihrer Verarbeitung ein Bureau International professionnel de Cognac und eine vergleichbare Stelle für Armagnac ein. Der damalige französische Landwirtschaftsminister Jacques Le Roy Ladurie, der selbst aus der Normandie stammte, setzte durch, dass diese Praxis auch auf den Calvados übertragen wurde. 1942 wurde das Bureau National Interprofessionel des Calvados et Eau-de-Vie-de-Cidre (BNICE) eingerichtet, das zugleich die Voraussetzung für eine Qualitätsverbesserung und eine bessere Vermarktung des Produkts schuf. Calvados erhielt durch die Festlegung der Herkunftsgrenzen und der Produktqualität einen Namensschutz, der durch das Büro überwacht wurde.
Die durch die Landung der Alliierten bedingten Schäden unterbrachen die Entwicklung zunächst. Zudem verschwand in der Nachkriegszeit aufgrund der von der Regierung von Pierre Mendès France eingeführten Abholzprämien ein erheblicher Teil des Apfelbaumbestandes. Das Recht der Eigenbrennerei wurde durch eine gesetzliche Neuregelung im Jahr 1956 beschnitten, Brennrechte waren nicht mehr auf die Hoferben vererbbar. Dagegen weitete sich die Produktion der industriellen Brennereien in dieser Zeit weiter aus, was auch eine Folge des generellen Strukturwandels in den ländlichen Regionen Frankreichs in den Nachkriegsjahrzehnten war, wo bäuerliche und handwerkliche Betriebe immer mehr zugunsten von industriellen verschwanden. Im Oktober 1987 verursachten Sturmschäden mit einer Zerstörung von rund 25 Prozent der Baumbestände höhere Verluste als der Zweite Weltkrieg.
In Deutschland verbreitete sich der Calvados erst nach dem Zweiten Weltkrieg in größerem Umfang. Der deutsche Import erreichte 1987 die Menge von 2,2 Millionen Flaschen in etwa 60 verschiedenen Marken von rund 30 industriellen Brennereien. Die Bundesrepublik entwickelte sich bis Ende der 1980er Jahre zum Hauptabnehmer vor der Schweiz, Japan und Belgien.

## Destillation, Lagerung und Weiterverarbeitung
Zur Herstellung von Calvados wird der frische Apfelmost in einigen Wochen zu Cidre vergoren, der einen Alkoholgehalt von etwa 5 Volumenprozent hat. Zugelassen sind nur 48 verschiedene Apfelsorten. In der Regel sollten 40 Prozent süße Äpfel, 40 Prozent bittere Äpfel und 20 Prozent saure Äpfel gemischt werden. Vor der Destillation bleibt dieser Cidre dann allerdings, anders als der zum Trinken gedachte, noch ein bis zwei Jahre länger im Fass.
Danach folgt der zweistufige Destillationsprozess. Der erste Brand (Rohbrand) hat einen Alkoholgehalt von etwa 25 Volumenprozent und wird auch petite eau (kleines Wasser) genannt. Dieser wird nun für einige Zeit gelagert und dann ein zweites Mal (Feinbrand) gebrannt. Der Alkoholgehalt des wasserklaren Feinbrands liegt jetzt bei ca. 70 Volumenprozent. Anschließend wird die Spirituose noch zwei bis sechs Jahre in Fässern gelagert, vorzugsweise aus Eiche und Kastanie, bevor sie auf Trinkstärke verdünnt und in Flaschen abgefüllt wird.
Je älter der Calvados ist, desto samtiger und aromatischer ist sein Geschmack. Die Farbe ist dann bernsteinfarben bis cognacbraun. Die Altersbezeichnungen lauten: VO oder vieille réserve (vier Jahre), VSOP (mehr als fünf Jahre) und Napoléon oder X.O. (Extra Old, mehr als sechs Jahre).

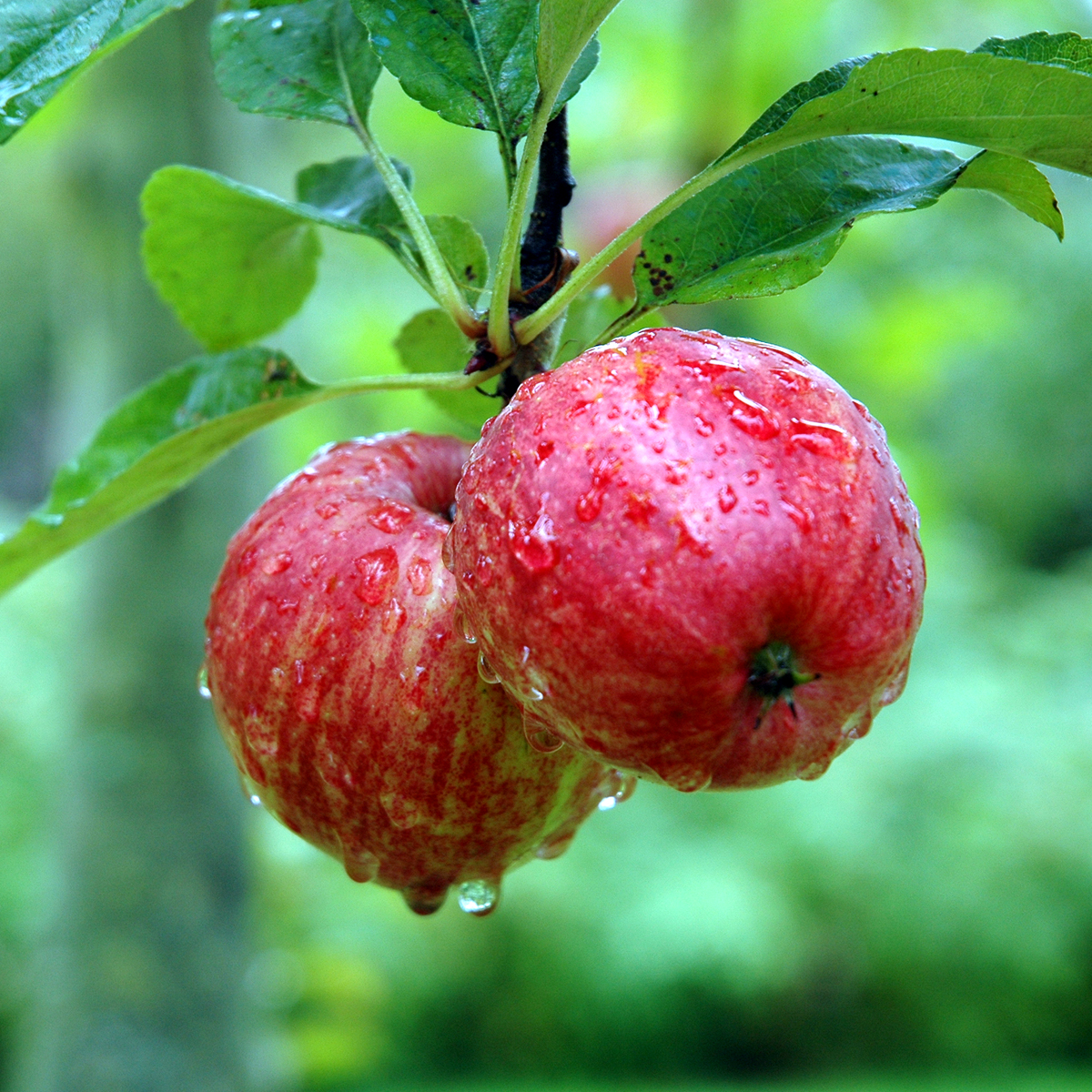
Äpfel in der Region Calvados
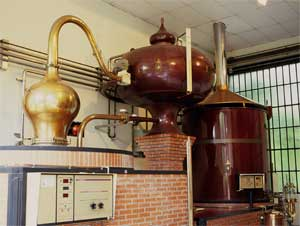
Eine Calvados-Topfdestille
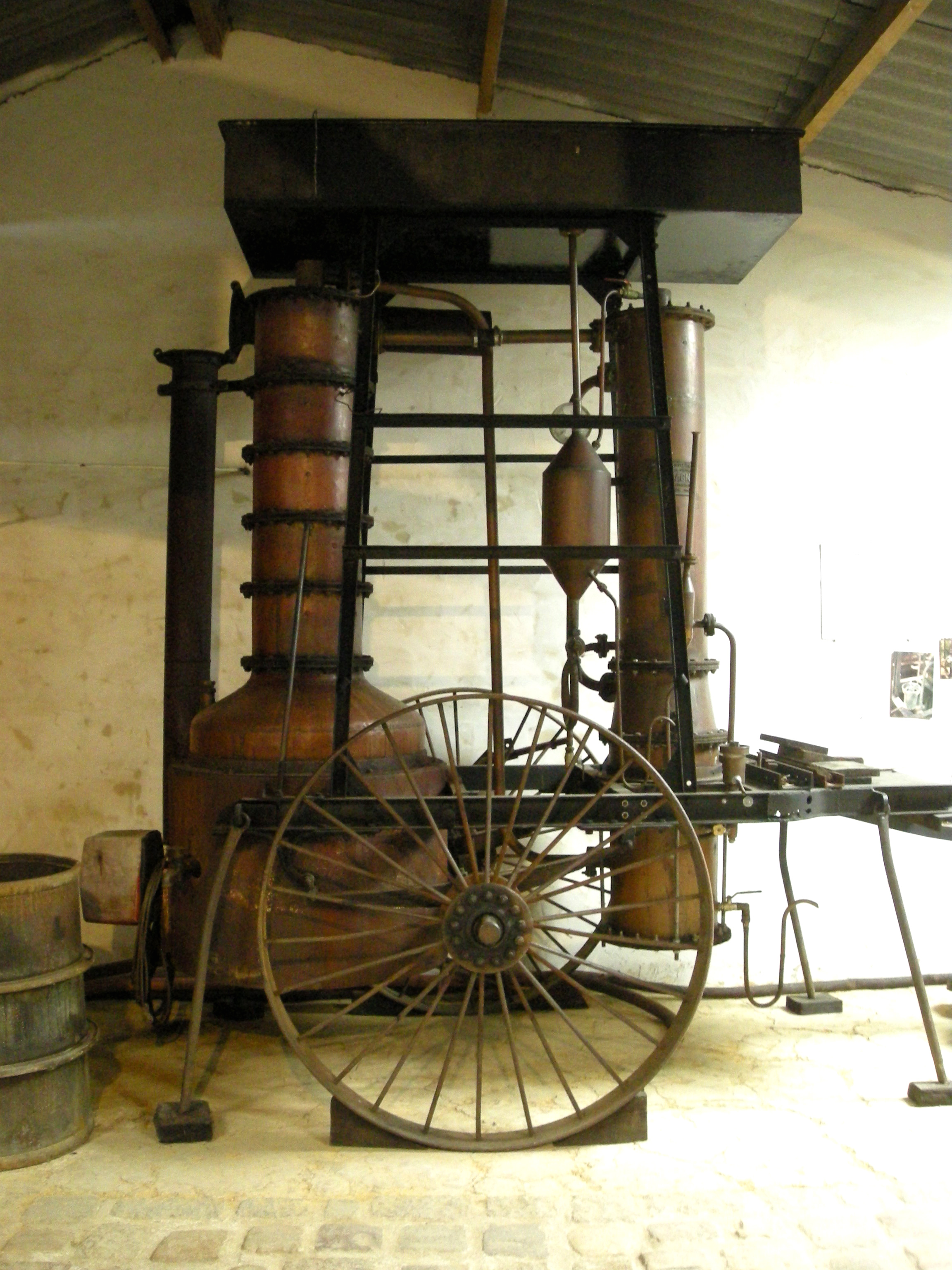
Mobile Calvados-Destille in Saint-Jean-des-Champs, Département Manche
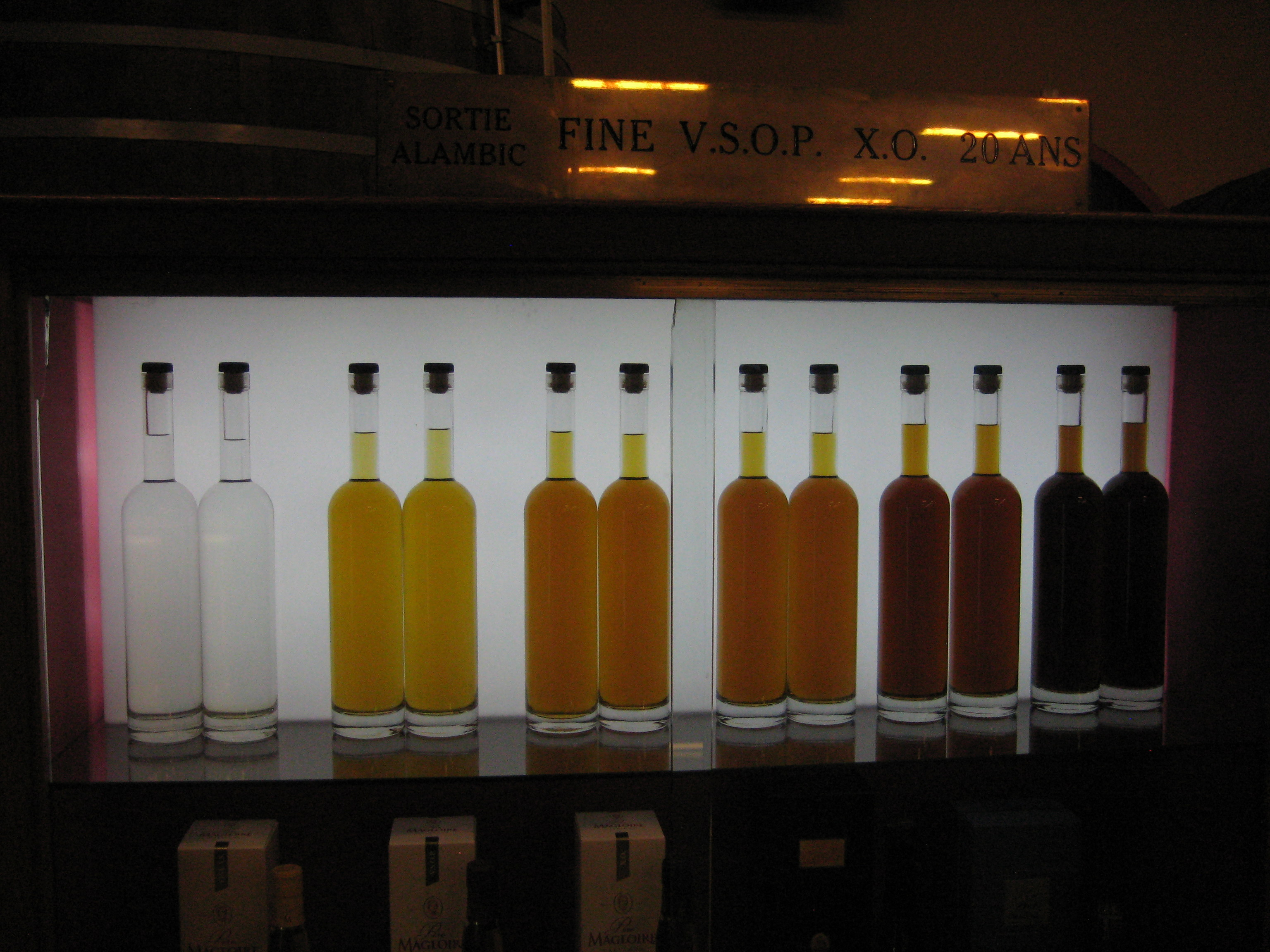
Frischer bis langjährig im Eichenfass gelagerter Calvados
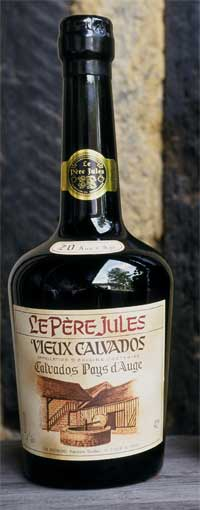
Vieux Calvados („alter Calvados“)
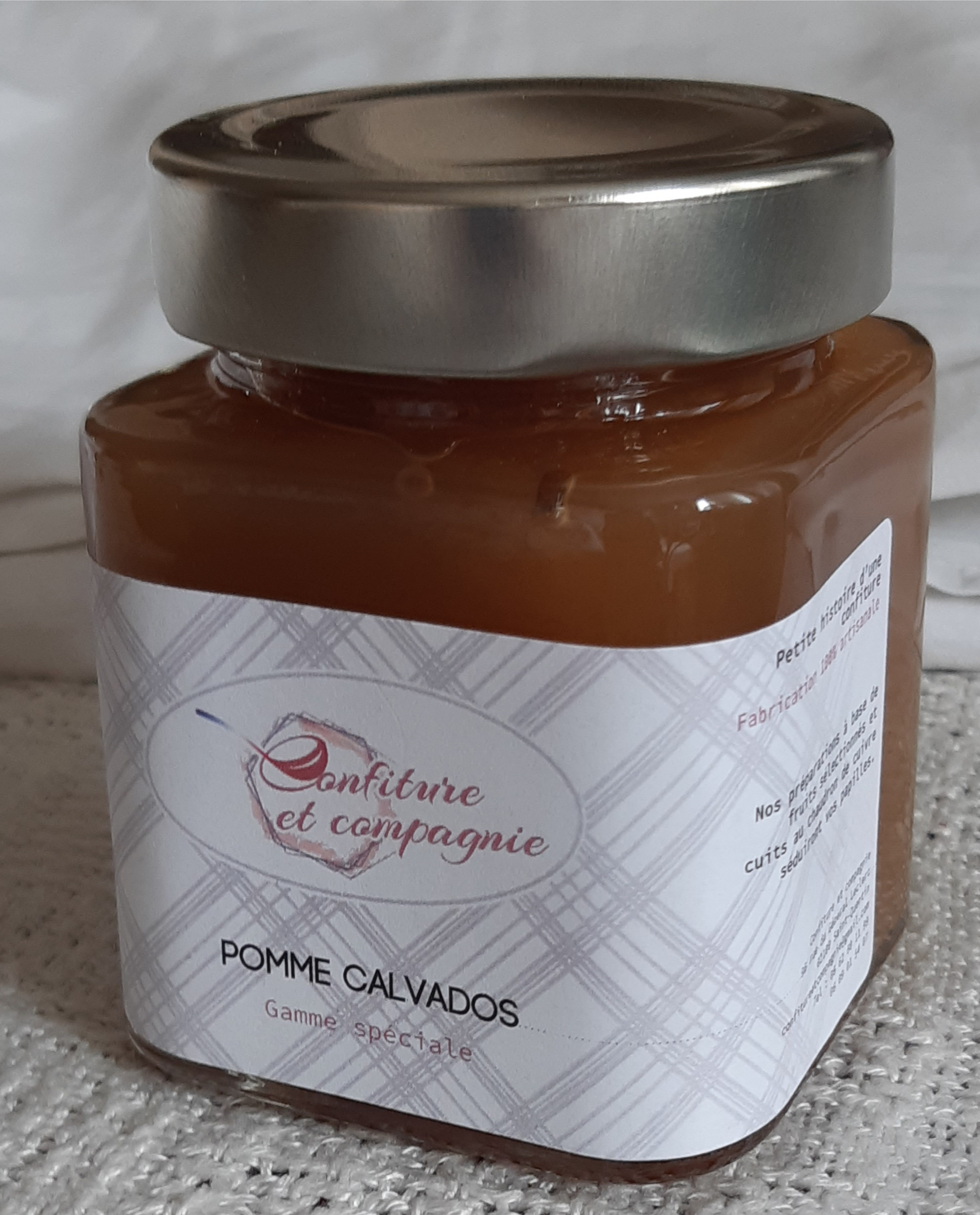
Apfelkonfitüre mit Calvados

## Herstellungsgebiet und Klassifizierung

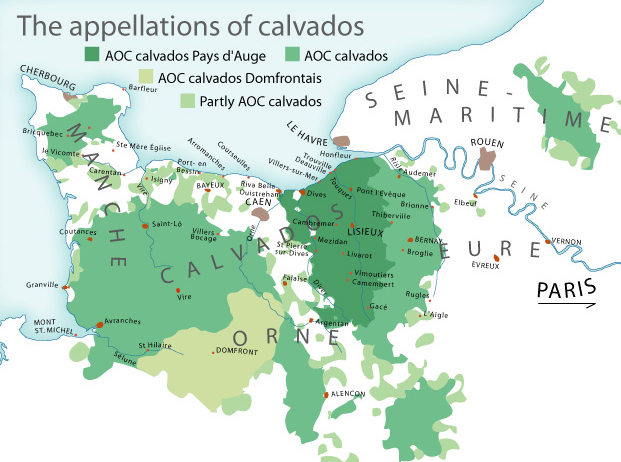
Herstellungsgebiet des Calvados (Département Calvados)

Es gibt drei verschiedene Sorten, den Calvados, den Calvados Pays d’Auge und den Calvados Domfrontais, deren Herstellungsgebiete durch das Institut national de l’origine et de la qualité (INAO) verbindlich festgelegt sind. Der gesamte Herstellungsprozess dieser Apfelbrände – die Apfelernte, die Aufbereitung und Destillation – muss vollständig im jeweiligen Herstellungsgebiet durchgeführt werden.
Entsprechend gibt es drei verschiedene Schutzsiegel (Appellation d’Origine Contrôlée, AOC) zur Beschreibung der drei Herstellungsgebiete und der dortigen Herstellungstraditionen. So müssen zum Beispiel zur Herstellung des Calvados Domfrontais mindestens 30 % Birnen verwendet werden.
Apfelbrände, die sich nicht Calvados nennen dürfen, heißen Eau-de-vie de Pomme, Apple Brandy oder Applejack sowie Aquardiente di Sidre.
Eine weitere Klassifizierung findet nach dem Alter statt. So gibt es die Prädikate:
- Fine – mindestens zwei Jahre alt
- VO oder vieille réserve – vier Jahre alt
- V.S.O.P. – mindestens vier Jahre alt (manchmal liest man auch fünf Jahre[1])
- X.O. – mindestens sechs Jahre alt
- Hors d’age – entspricht X.O., mindestens sechs Jahre alt

Die Altersangaben beziehen sich ausschließlich auf die Zeit, die der Calvados in einem Fass gelagert wurde. Die Zeit, die er in einer Flasche verweilt, wird nicht mitgezählt. Die Fässer müssen aus getrocknetem Eichenholz bestehen, meist Stiel- und Traubeneiche. Sie sind „frisch“, was bedeutet, dass vor der Nutzung kein anderes Getränk darin gelagert wurde, wie es z. B. bei der Herstellung von Maltwhisky geschieht. Selten wird Calvados in „gebrauchten“ Fässern gelagert. Wenn dies geschieht, wird explizit darauf hingewiesen. Die angegebenen Lagerzeiten sind Mindestzeiten. Meist sind ältere Brände zugemischt, um einen konstanten Geschmack zu gewährleisten.

## Trinkkultur
In Frankreich wird zwischen zwei Gängen eines längeren Menüs traditionell ein Calvados getrunken, um „den Magen aufzuräumen“. Dies wird als „[faire] le trou normand“ bezeichnet (wörtlich: „das normannische Loch [machen]“).
Früher wurde Calvados als bäuerliches Getränk meist aus einfachen Schnapsgläsern getrunken. Mit der Erhebung zur Edelspirituose kamen vermehrt dünnwandige Schwenker mit sich verjüngender Öffnung wie für den Cognac auf. Oft wird Calvados auch in Trinkgefäßen aus Ton oder Steingut serviert, die mit ihrer Form (drei Viertel einer Kugel) an die Schädelkalotten der Feinde erinnern sollen, aus denen die Normannen tranken.

## Lambig

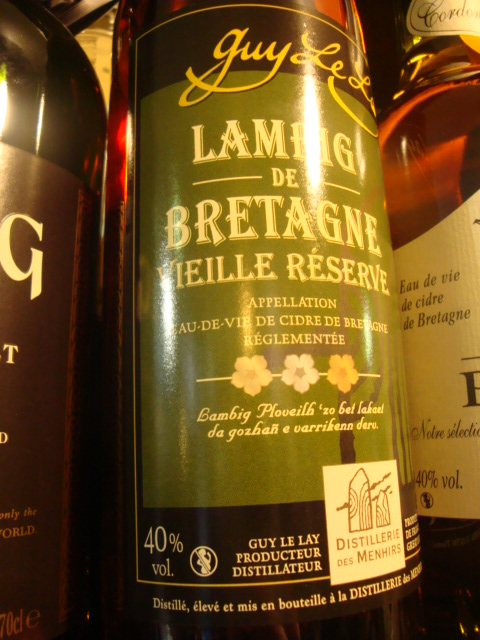
Lambig – der bretonische Calvados

Das bretonische Pendant des Calvados ist der Lambig, auch Eau-de-Vie de Cidre de Bretagne genannt. Er unterscheidet sich nur durch die geschützte Herkunftsbezeichnung Fine Bretagne (appellation d’origine contrôlée (AOC)). Zutaten und Herstellungsverfahren sind identisch. Der Name Lambig hat seine Herkunft in der bretonischen Bezeichnung der verwendeten Brennblase, „alambig“.